# Stari Grad (Belgrado)
Stari Grad (en serbio cirílico: Градска општина Стари град) es uno de los 17 municipios urbanos de la ciudad de Belgrado, en la región de Šumadija. La ciudad es la parte más céntrica y la más antigua de la capital. En cuanto a población, según el censo del año 2002, tenía 55.543 habitantes. El municipio tiene un área aproximada de 7 km². Está situada a una altitud de 125 metros sobre el nivel del mar.